# Phytopathologia Mediterranea
Phytopathologia Mediterranea – międzynarodowe czasopismo naukowe redagowane przez Mediterranean Phytopathological Union. Publikowane w nim są artykuły o chorobach roślin śródziemnomorskich, klimacie tego regionu i bezpiecznej produkcji żywności. Publikacje dotyczą wszystkich aspektów fitopatologii, w tym etiologii, epidemiologii, zwalczania chorób, aspektów biochemicznych i fizjologicznych oraz wykorzystania technologii molekularnych. Uwzględniono wszystkie typy patogenów roślin, w tym grzyby, lęgniowce, nicienie, pierwotniaki, bakterie, fitoplazmy, wirusy i wiroidy. Czasopismo poświęca również szczególną uwagę badaniom nad mykotoksynami, biologicznyą i zintegrowaną ochroną roślin oraz wykorzystywaniem substancji naturalnych w zwalczaniu chorób i chwastów. Czasopismo koncentruje się na patologii śródziemnomorskich upraw uprawianych na całym świecie.
Czasopismo wychodzi od 2000 roku. Artykuły publikowane są na licencji open access i są dostępne w internecie w formie plików pdf. Artykuły w języku angielskim
ISSN: 00319465, 15932095  OCLC: 85447944